# White Skull
White Skull je italská hudební skupina hrající power metal a heavy metal. Vznikla v roce 1988 a až do roku 2001 hrála v nezměněné sestavě. Toho roku kapelu opustila zpěvačka Federica de Boni, která byla nahrazena zpěvákem Gustavem Gabarrem. Zpěvačka se ke skupině vrátila roku 2010. Po roce 2001 se sestava měnila ještě několikrát. Své první album skupina vydala v roce 1995 a později následovalo několik dalších nahrávek.

## Diskografie
- I Won't Burn Alone (1995)
- Embittered (1997)
- Tales from the North (1999)
- Public Glory, Secret Agony (2000)
- The Dark Age (2002)
- The XIII Skull (2004)
- The Ring of the Ancients (2006)
- Forever Fight (2009)
- Under This Flag (2012)
- Will of the Strong (2017)